# 三浦進司
三浦 進司（みうら しんじ）は、日本の薬学者、栄養学者（運動生理学・運動生化学・エネルギー代謝・栄養化学・分子栄養学）。学位は、博士（薬学）（静岡県立大学・1996年）。静岡県立大学食品栄養科学部副学部長・大学院食品栄養環境科学研究院教授。
第一製薬株式会社勤務を経て、独立行政法人国立健康・栄養研究所生活習慣病研究部主任研究員、独立行政法人国立健康・栄養研究所基礎栄養研究部脂質・糖代謝研究室室長、静岡県立大学食品栄養科学部准教授などを歴任した。

## 来歴

### 生い立ち
1989年京都薬科大学薬学部製薬化学科卒業。1991年京都薬科大学大学院薬学研究科博士前期課程修了。その後、静岡県立大学大学院薬学研究科博士後期課程に進学。冨田勲が主宰する研究室に在籍した。1996年3月、静岡県立大学大学院薬学研究科博士後期課程修了。博士（薬学）。

### 研究者として
大学院修了後はアメリカ合衆国に渡り、1998年1月にアメリカ国立衛生研究所客員研究員（Visiting Fellow）となった。その後、日本に帰国し、2001年5月より独立行政法人国立健康・栄養研究所にて、生活習慣病研究部の任期付研究員となる。2004年4月、同部の主任研究員に就任した。2006年4月からは、国立健康・栄養研究所による基礎栄養プログラムの脂質・糖代謝プロジェクトにて、プロジェクトリーダーを務めた。2011年4月、国立健康・栄養研究所の基礎栄養研究部にて、脂質・糖代謝研究室の室長に就任。2012年4月、母校である静岡県立大学に転じ、食品栄養環境科学研究院・食品栄養科学部准教授に就任。

## 研究
もともと薬学部出身であり、学位も博士（薬学）を所持しているが、専門は薬学だけでなく栄養学や生理学にも及んでおり、運動生理学、運動生化学、エネルギー代謝、栄養化学、分子栄養学といった分野の研究を行っている。具体的には、骨格筋の研究に取り組んでおり、その遅筋特性の獲得や喪失の機序の解明を試みたり、その性状変化を簡単で低侵襲的に検出する手法の開発に取り組んでいる。また、脂肪合成酵素についても、その発現を調節する機序について解明を試みている。そのほか、地域特産品の機能性の解析にも取り組んでいる。
学術団体としては、日本糖尿病学会、日本肥満学会、日本体力医学会、日本栄養食糧学会などに所属している。

## 略歴
- 1989年 - 京都薬科大学薬学部卒業。
- 1991年 - 京都薬科大学大学院薬学研究科博士前期課程修了。
- 1996年 - 静岡県立大学大学院薬学研究科博士後期課程修了。
- 1998年 - アメリカ国立衛生研究所客員研究員。
- 2001年 - 国立健康・栄養研究所生活習慣病研究部任期付研究員。
- 2004年 - 国立健康・栄養研究所生活習慣病研究部主任研究員。
- 2006年 - 国立健康・栄養研究所基礎栄養プログラム脂質・糖代謝プロジェクトプロジェクトリーダー。
- 2010年 - 首都大学東京客員准教授。
- 2011年 - 国立健康・栄養研究所基礎栄養研究部脂質・糖代謝研究室室長。
- 2012年 - 静岡県立大学食品栄養科学部准教授。
- 2012年 - 静岡県立大学大学院食品栄養環境科学研究院准教授。